# 诺埃尔·珀塞尔
诺埃尔·珀塞尔（英語：Noel Purcell，1891年11月15日—1962年1月31日），英国、爱尔兰男子水球运动员。他曾代表英国、爱尔兰参加1920年和1924年夏季奥林匹克运动会水球比赛，获得一枚金牌。